# Љујићи
Љујић - српско презиме пореклом из Црне Горе.
Већина до сада прикупљених података упућује на околност да се презиме Љујић први пут појављује на просторима предела Кучи у Црној Гори, негде око 1730. године. Међутим, занимљиво је да се скоро истовремено помиње и у селу Ерчеге код Ивањице. Како су и ови Љујићи дошли из Црне Горе, произилази да је ово презиме још старије.
Сви Љујићи изјашњавају се као Срби, без обзира где живе.
Нема поузданих података када су се тачно Љујићи иселили из Куча, али се са великом дозом сигурности може сматрати да је то било 1774. године, после велике похаре и покоља од стране Махмут-паше Бушатлије. По изласку из Куча Љујићи су највероватније извесно време боравили у пределу Сињајевине, где код Заборског језера и сада има место са називом Љујића ливаде. Такође нема прецизних података када су се Љујићи населили у пределу планине Стожер, на путу између Бијелог Поља и Пљеваља, али се зна да је то било пред крај осамнаестог века. 
Захваљујући бројним подацима од досељења у Стожер, много је лакше пратити живот и кретање Љујића. Познато је да је крајем 18. и почетком 19. века, у подручју Стожера живело седам брата Љујића и то: Мијајило, Милован, Мијат, Арсеније, Панто, Средије И Милић.
Негде између 1809. и 1815. године петорица од поменуте браће: Мијајило, Милован, Мијат, Арсеније и Средоје, прешли су да живе у село Мрчковину код Бродарева. Панто је преселио у оближње село Гранчарево где и сада живе његови потомци, док је најмлађи брат Милић остао да живи у подручју Стожера где и сада живе његови потомци.
Нема тачних података када су се поменутих пет брата одселили из Мрчковине и да ли су отишли сви заједно, али се зна да су се трајно настанили у следећим местима и то: 
- Мијаилови синови у Лучицама, Ивању и Избичњу,
- Милованови и Мијатови у Бистрици,
- Арсенијеви у Дражевићима, од којег потичу и Љујићи у Драгачеву.
- Средоје је 1825. године доселио у Правошеву и од њега воде порекло Љујићи у Правошеви и Косатици. Осим Ратомира, чије је ближе сродство са Љујићима из Ивања, сви остали Љујићи у Косатици воде порекло из Правошеве.